# Pu Kom Pô
Pu Kom Pô (hay Pucômbô, ? - 1867) là tên (theo cách gọi của người Việt) một nhà sư người Khmer, và là thủ lĩnh cuộc kháng Pháp và triều đình Campuchia thân Pháp, khởi phát từ năm 1865 đến 1867 thì bị đánh dẹp. Trong trận chiến đấu cuối cùng, ông bị thương nặng và sau đó bị quân Pháp giết chết vào cuối năm 1867.

## Sự nghiệp
Năm 1863, đô đốc Pháp ở Nam Kỳ là Pierre-Paul de La Grandière sang Oudong để gặp vua Campuchia là Norodom. Sau đó, hai bên đã ký bản hiệp ước công nhận sự "bảo hộ" của Pháp đối với vương quốc Campuchia vào ngày 11 tháng 8 năm 1863.
Không chịu sự bảo hộ của ngoại bang, lần lượt các cuộc chống đối đã nổ ra. Đáng kể là ba cuộc nổi dậy do Hoàng tử Si Votha, Acha Xoa và Pu Kom Pô làm thủ lĩnh.
Tháng 4 năm 1865, Pu Kom Pô tập hợp một số người dân Khmer yêu nước làm cuộc nổi dậy. Biết tin ấy, viên chủ tỉnh Tây Ninh là Larclause liền tìm cách bắt ông đưa về giam ở Sài Gòn.
Tháng 5 năm 1866, ông vượt ngục trở về Tây Ninh tiếp tục hoạt động. Lần này ngoài số người Khmer đông đảo, còn có một số người Chăm, người Stiêng và người Việt tìm đến tham gia.

Theo Nguyễn Văn Huy trong Tìm hiểu người Chăm Việt Nam thì:
Năm 1865, một tu sĩ Phật giáo tên Pou Kombo (tự nhận là hoàng tử Ang Phim, con vua Ang Chan, cháu vua Ang Duong) cùng với 2,000 người Chăm tại Châu Đốc nổi lên chống lại Norodom, bao vây thành Udong. Khoảng 1,000 người Chăm khác từ Châu Đốc theo quân Pháp sang bảo vệ thành Udong. Pou Kombo chạy sang Châu Đốc và Tây Ninh tị nạn.
Sau khi chiêu mộ thêm binh sĩ Chăm và Khmer, ngày ngày 17 tháng 12 năm 1866, Pou Kombo tiến vào Udong. Quân Khmer bỏ chạy, chỉ còn quân Chăm của Samdech Chau Ponhea ở lại tử thủ. Nhưng qua ngày hôm sau, hơn 500 quân Chăm của Pou Kombo bỏ theo Chau Ponhea vì lý do tôn giáo (Pou Kombo là một nhà sư Phật giáo). Hoàng tử Sisowath (Preah Kevea), được cả người Khmer và người Chăm tại Kompong Cham lẫn Châu Đốc ủng hộ, đứng ra lãnh đạo cuộc phản công chống Pou Kombo. Tháng 12-1867, quân phản loạn bị bao vây tại Kompong Thom, Pou Kombo bị giết. Pháp rất hài lòng về sự dũng cảm và sự trung thành của quân Chăm Hồi Giáo ở Châu Đốc, buộc Norodom phải khen thưởng xứng đáng.

### Liên kết vớiTrương Quyền

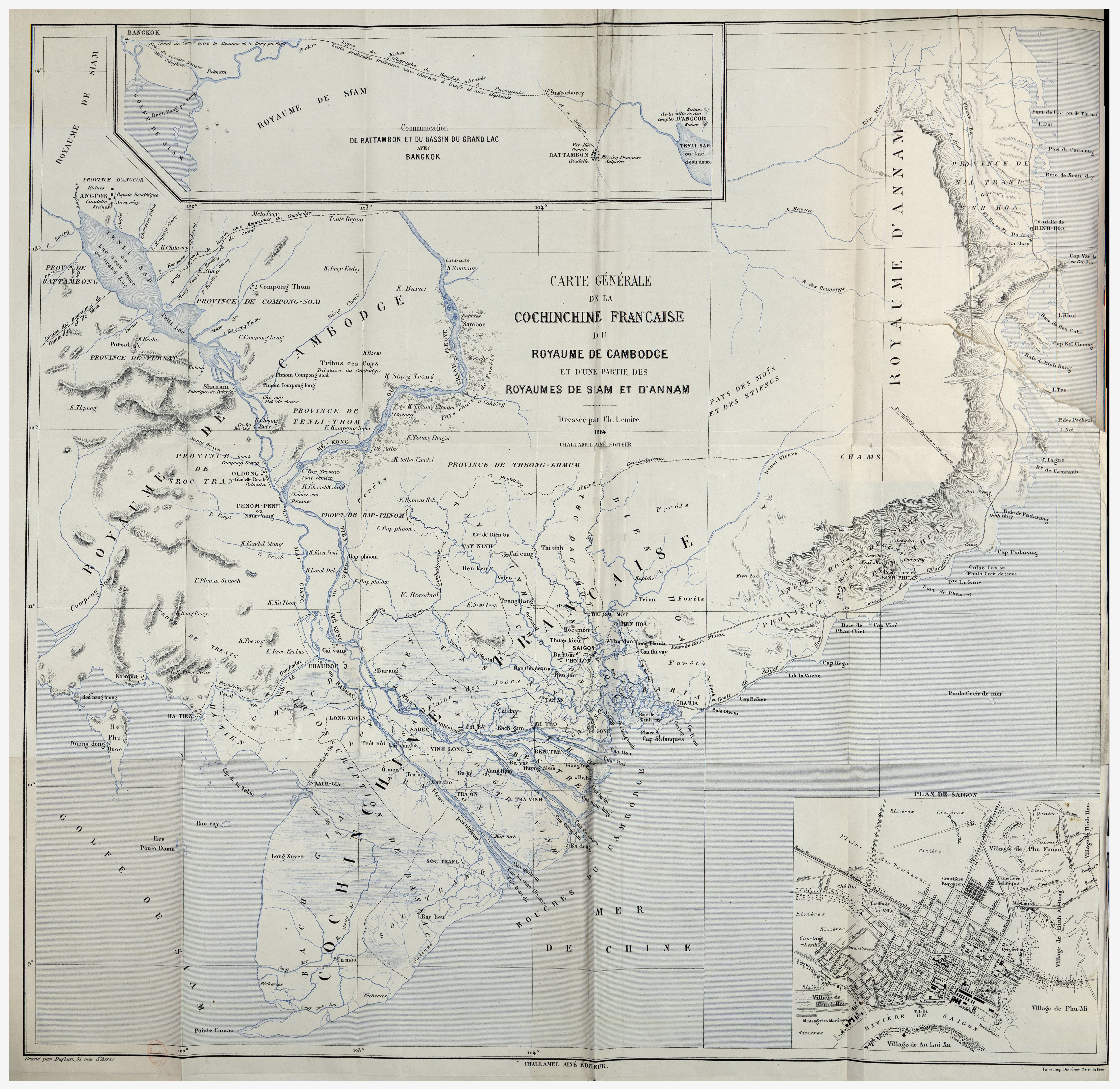
Địa bàn hoạt động cuộc khởi nghĩa Pu Kom Pô là vùng biên giới Cao Miên-Nam Kỳ, giữa hai sông Vàm Cỏ, sau bị Pháp cắt về Campuchia.

Ở Tây Ninh, thủ lĩnh Pu Kom Pô đã cùng với thủ lĩnh Trương Quyền (kế tục sự nghiệp của cha là Trương Định, ông dẫn quân đi xây dựng cơ sở chống Pháp ở vùng Đồng Tháp Mười-Tây Ninh) xây dựng căn cứ chống Pháp ở Tây Ninh và Giao Loan.
Sau đó, vào ngày 7 tháng 6 năm 1866, Pu Kom Pô và Trương Quyền cùng hợp quân tiến đánh đồn Tây Ninh, giết chết chủ tỉnh Larclause, sĩ quan phụ tá Lasage và 11 lính.
Nhận được tin cấp báo, đô đốc Đờ La Grăngđie vội phái đại tá Marchaise đem tàu chiến cùng binh lính lên Tây Ninh. Gần đến nơi, Marchaise cho toán quân thủy đổ bộ tại Bến Keo, đợi toán thứ hai đi đường bộ do đại úy Fromillet chỉ huy từ Trảng Bàng lên. Sau khi hợp quân xong, ngày 14 tháng 6 năm 1866, khoảng 150 quân Pháp được trang bị vũ khí đầy đủ cùng 2 khẩu đại bác liền rầm rộ đi tấn công.
Một trận giáp lá cà đã diễn ra tại Rạch Vinh (cách Tây Ninh khoảng 40 km). Cuối cùng về phía Pháp, đại tá Marchaise và một số lính Pháp bị giết, còn về phía liên quân Pu Kom Pô-Trương Quyền thì không rõ.
Thất hai trận này, André Baudrit kể: 
Sau trận đánh (đồn Tây Ninh) 9 giờ, có lần quân Pháp liều ra lấy xác, Viên quan ba Pi-nô kéo quân qua cầu, vừa qua khỏi cầu, thoáng thấy bó nghĩa quân núp sau cây thì đâm hoảng, xô nhau chạy về đồn, chỉ mang được xác Lasage, vì xác này nằm ngay đầu cầu.
Paulin Vial viết: 
Tin tức về sự thiệt hại nặng nề của ta trong trận Rạch Vinh đã lan tràn trong nhân dân như một ngọn lửa thuốc súng; các lãnh tụ khởi nghĩa phái người đi cổ vũ các nơi, cả trong hàng ngũ chúng ta, cả trong thành phố Sài Gòn và họ đang tìm cách tấn công ta ngay tại phủ của ta.
Để cầm chân quân Pháp, không cho họ kéo lên Tây Ninh, đêm 23 rạng 24 tháng 6 năm 1866, các cánh quân khác của Trương Quyền đã tiến đánh các nơi đó là đồn Thuận Kiều (Chợ Lớn), đồn Trảng Bàng và vùng quanh Chợ Lớn.
Sau đó, liên quân Pu Kom Pô-Trương Quyền còn lần lượt tổ chức các cuộc tấn công khác, đáng kể là: 
- Trận Trà Vang (Tây Ninh) ngày 2 tháng 7 năm 1866.
- Các trận Trảng Bàng, Củ Chi, Hóc Môn đồng loạt nổ ra ngày 7 tháng 7 năm 1866.
- Trận Long Trì (thuộc Tân An) ngày 8 tháng 7 năm 1866.
- Trận Bà Vang (Tây Ninh) và trận Bình Thới (Gia Định) xảy ra cùng ngày 13 tháng 7 năm 1866.

Tuy không có con số thiệt hại của đôi bên, nhưng theo sử liệu thì:
Liên quân Pu Kom Pô-Trương Quyền đã làm cho thực dân Pháp ở ba tỉnh miền Đông Nam Kỳ phải hoang mang lo sợ. Địa bàn hoạt động của nghĩa quân Việt-Khmer ngày càng mở rộng từ Sài Gòn đến Uđông, và từ biên giới Campuchia–Lào đến vịnh Thái Lan. Nghĩa quân đánh thắng nhiều trận và kiểm soát được một vùng rộng lớn giữa hai con sông Vàm Cỏ Đông và Vàm Cỏ Tây, từ Xvây-riêng (Campuchia) đến Trảng Bàng (Tây Ninh).
Lúc này, một số nghĩa quân từ các phong trào kháng Pháp đã bị dập tắt hay suy yếu (như của Thủ Khoa Huân, Acha Xoa, Võ Duy Dương,...) cũng tìm đến tham gia, nên liên quân Pu Kom Pô-Trương Quyền càng lớn mạnh.
Lo ngại, thực dân Pháp bèn huy động một lực lượng lớn, liên tiếp mở nhiều cuộc hành quân càn quét vào căn cứ Tây Ninh. Đồng thời, họ còn cho phong tỏa các nguồn tiếp tế gạo và các nhu yếu phẩm, khiến đời sống của nghĩa quân gặp vô vàn khó khăn.

### Về nước tiếp tục chiến đấu

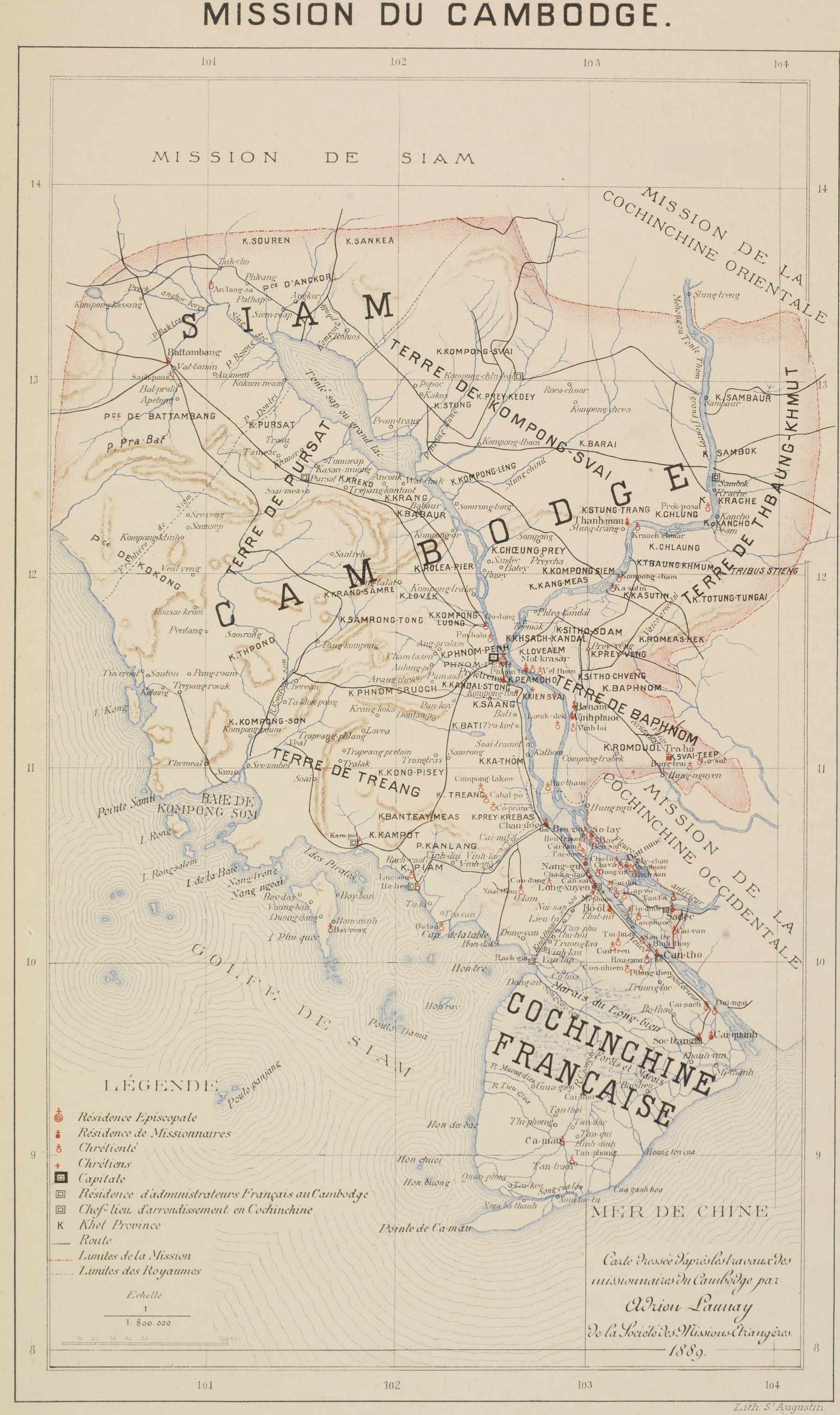
Tên các địa danh của Campuchia cuối thế kỷ 19, gắn với cuộc khởi nghĩa Pu Kom Pô.

Trước tình hình trên, khoảng cuối tháng 7 năm 1866, Pu Kom Pô đưa quân về lại Campuchia để tiếp tục chiến đấu.
Ngày 18 tháng 8 năm 1866, trên đường đi, quân của ông đã đánh tan đoàn quân của triều đình Uđông, giết chết viên chỉ huy là thượng thư bộ Binh của Cao Miên (chức Krahom) người phủ Pak-nam (Ba Nam). Tháng 10 năm đó, ông lại thắng lớn, làm cho nhà vua Norodom I phải cho người cầu cứu với Soái phủ Pháp ở Nam Kỳ.
Khi ấy, triều đình Campuchia cũng nhanh chóng tổ chức một quân gồm hai ngàn người, rồi đưa đi càn quét quân Pu Kom Pô đang ở tỉnh Baphuông (tỉnh Ba Phnum, nay là tỉnh Pray Veng và tỉnh Svay Rieng). Hay được, Pu Kom Pô liền chuyển quân đến nơi khác để bảo toàn lực lượng.
Ngày 17 tháng 12 năm 1866, Pu Kom Pô dẫn quân tiến đánh thành Uđông. Quân triều đình bị thua to, may nhờ quân Pháp kịp thời đến cứu nên thành không bị mất. Sau trận này, chiến sự còn tiếp tục diễn ra ở nhiều nơi khác trên đường từ U đông đến Phnôm Pênh.
Cuối tháng 6 năm 1867, thực dân Pháp chiếm ba tỉnh miền Tây Nam Kỳ, tình hình trở nên bất lợi cho quân Pu Kom Pô. Bởi vì, trước đây ba tỉnh này vẫn là nơi cung cấp lương thực và vũ khí cho họ.
Để mau chóng ổn định tình hình tại Campuchia, nhà cầm quyền Pháp đưa Preah Kevea (Prakeo Pha, tức Sisowath, em vua Nôrôđôm I), một người trung thành và đắc lực, lên làm phó vương. Ngay sau đó, với sự giúp đỡ về trang bị và huấn luyện của người Pháp, Prakeo Pha cho tuyển mộ và thành lập được một đội quân đông đến bốn nghìn người, để đi đàn áp quân nổi dậy.
Ngoài biện pháp trấn áp bằng vũ lực, thực dân Pháp còn dùng cách mua chuộc để chia rẽ và phá hoại các phong trào chống đối. Cho nên từ giữa năm 1867, quân Pu Kom Pô yếu hẳn đi. Sau khi bị thua mấy trận liền, quân Pu Kom Pô phải rút sang Suối Giây (Tây Ninh), rồi sau đó phải rút lên ẩn náu ở Stung Treng và Xam Bốc, gần giáp với nước Lào.
Mật thám dò la được báo về, quân Pháp liền rầm rộ kéo đến bao vây. Lập tức, Pu Kom Pô đốc quân chống trả ác liệt để mở đường tháo lui.
Ngày 28 tháng 7 năm 1867, quân Pháp bất ngờ mở cuộc tấn công vào Suối Giây (Tây Ninh). Trước vũ khí mạnh của đối phương, Trương Quyền đành phải chia lính ra từng toán nhỏ, vừa đánh vừa rút lui về phía sông Hậu. Dọc đường, Trương Quyền bị đạn đối phương giết chết.

### Trận chiến đấu cuối cùng
Công cuộc kháng Pháp của Trương Quyền bị dập tắt, càng làm cho lực lượng Pu Kom Pô lâm vào thế cô lập. Cuối tháng 11 năm 1867, Pu Kom Pô cho quân vượt sông Cửu Long đánh vào Kompong Xoai (nay là tỉnh Kompong Thom) ở phía bắc Biển Hồ.
Ngày 3 tháng 12 năm 1867, sau một trận kịch chiến với quân Pháp, quân Pu Kom Pô bị đánh tan tác, còn ông thì bị trọng thương và bị bắt giải lên Phnom Pênh. Ngay đêm đó, trên đường đi, quân Pháp đã giết chết ông và sau đó cho bêu đầu ông tại trung tâm Phnôm Pênh (gần khu hoàng cung).

## Sách tham khảo
- Trần Văn Giàu, Tổng tập. Nhà xuất bản Quân đội Nhân dân, 2006.
- Phạm Việt Trung-Nguyễn Xuân Kỳ-Đỗ Văn Nhung, Lịch sử Campuchia. Nhà xuất bản Đại học và Trung học chuyên nghiệp, 1981.
- Hoàng Văn Lân-Ngô Thị Chính, Lịch sử Việt Nam (1858-cuối thế kỷ 19), quyển 3, tập 1, phần 1. Nhà xuất bản Giáo dục, 1979.
- Nhóm Nhân Văn Trẻ, Hỏi đáp lịch sử (tập 4). Nhà xuất bản Trẻ, 2007.
- Histoire militaire de l'Indochine française des débuts à nos jours (juillet 1930): établie par des officiers de l'état-major du général de division Aubert, commandant supérieur des troupes du groupe de l'Indochine, monsieur Pierre Pasquier étant gouverneur général de l'Indochine. Tome 1